# Liste von Vulkanen in Tansania
Dies ist eine Liste von Vulkanen in Tansania, die während des Quartärs mindestens einmal aktiv waren.
| Bild            | Name             | Region             | Vulkantyp                        | Letzte Eruption                   | Höhe [m]  | Geokoordinaten                |
| --------------- | ---------------- | ------------------ | -------------------------------- | --------------------------------- | --------- | ----------------------------- |
|                 | Burko            | Arusha             | Schichtvulkan                    | Pleistozän                        | 2136      | 03° 03′ 00″ S, 036° 22′ 00″ O |
|                 | Empakaai         | Arusha             | Caldera                          | Pleistozän                        | 3250      | 02° 54′ 45″ S, 035° 37′ 13″ O |
|                 | Gelai            | Arusha             | Caldera                          | Pleistozän                        | 2942      | 02° 37′ 09″ S, 036° 06′ 09″ O |
| Bild gesucht BW | Igwisi Hills     | Tabora             | Aschenkegel mit Kimberlit Schlot | Pleistozän 100000–120000 v. u. Z. | 40 m      | 04° 52′ 00″ S, 031° 55′ 00″ O |
| Bild gesucht BW | Izumbwe-Mpoli    | Mbeya              | Schlacken- und Aschenkegel       | unbekannt                         | 1568      | 08° 56′ 00″ S, 033° 24′ 00″ O |
|                 | Kerimasi         | Arusha             | Schildvulkan                     | Pleistozän                        | 2602      | 02° 52′ 25″ S, 035° 57′ 10″ O |
| Bild gesucht BW | Kieyo            | Mbeya              | Schichtvulkan                    | ca. 1800                          | 2175      | 09° 14′ 00″ S, 033° 47′ 00″ O |
|                 | Kilimandscharo   | Kilimandscharo     | Schichtvulkan                    | unbekannt                         | 5895      | 03° 04′ 00″ S, 037° 21′ 00″ O |
|                 | Kitumbeine       | Arusha             | Schildvulkan                     | Pleistozän                        | 2850      | 02° 52′ 46″ S, 036° 12′ 39″ O |
|                 | Loolmalasin      | Arusha, Ngotongoro | Caldera                          | Pleistozän                        | 3648      | 02° 58′ 59″ S, 035° 50′ 00″ O |
|                 | Mount Meru       | Arusha             | Schichtvulkan                    | 1910                              | 4565      | 03° 15′ 00″ S, 036° 45′ 00″ O |
|                 | Ngozi            | Mbeya              | Caldera                          | 1450 ± 40 Jahre                   | 2622      | 08° 58′ 00″ S, 033° 34′ 00″ O |
|                 | Ol Doinyo Lengai | Arusha             | Schichtvulkan                    | 2010                              | 2962      | 02° 45′ 49″ S, 035° 54′ 51″ O |
|                 | Olmoti           | Arusha             | Caldera                          | Pleistozän                        | 3080      | 03° 00′ 00″ S, 035° 38′ 00″ O |
| Bild gesucht BW | Rungwe           | Mbeya              | Schichtvulkan                    | 50 v. Chr. ± 100 Jahre            | 2961      | 09° 08′ 05″ S, 033° 40′ 05″ O |
|                 | Sadiman          | Arusha             | Schichtvulkan                    | Pleistozän                        | 2879      | 03° 11′ 37″ S, 035° 24′ 46″ O |
| Bild gesucht BW | Usangu           | Mbeya              | Lavadome                         | unbekannt                         | 2179      | 08° 45′ 00″ S, 033° 48′ 00″ O |
|                 | unbenannt        | Mbeya              | Schlacken- und Aschenkegel       | unbekannt                         | unbekannt | 08° 38′ 00″ S, 033° 34′ 00″ O |